# Favolose narranti. Storie di transessuali
Favolose Narranti: Storie di transessuali è un'opera di Porpora Marcasciano che rappresenta un contributo rilevante alla letteratura transgender. Marcasciano è stata per lungo tempo presidente del MIT (Movimento Identità Transessuale), un'associazione fondata a Bologna nel 1979 che si occupa della tutela dei diritti delle persone transgender in Italia. Combinando narrazioni personali con un'analisi critica, Marcasciano mette in luce le esperienze vissute delle persone transgender in Italia. L'opera si configura come una dichiarazione politica che affronta le percezioni consolidate sull'identità di genere e le problematiche che influenzano le persone transgender.

## Struttura e tematiche
Il libro è suddiviso in due parti principali, ciascuna delle quali esplora aspetti differenti del percorso transgender:
- Narrazioni personali: La prima parte presenta una serie di testimonianze intime di varie persone transgender, offrendo uno sguardo sulle loro realtà personali:
  - Nicole, il cui percorso verso l'autoaccettazione è caratterizzato da forza e determinazione.
  - Roberta, che racconta i suoi sforzi per ottenere l'accettazione sia dalla famiglia che dalla società più ampia.
  - Linda, una donna transgender che affronta l'alienazione sociale e l'insicurezza lavorativa.
  - Katty, che analizza come l'identità di genere intersechi questioni di razza e classe sociale.
  - Andrea, che descrive il peso emotivo della transizione in un ambiente non supportivo.
  - Laurella e Lisa, le cui storie esplorano sia le celebrazioni che le difficoltà del vivere apertamente come donne transgender.
  - Jasmine, Nadia e Antonello, ciascuno con prospettive distinte su come l'intersezione di fattori personali e sociali plasmi le loro identità.

Insieme, queste testimonianze offrono un quadro delle sfide affrontate dalla comunità transgender, che vanno dalle lotte interiori al rifiuto sociale esterno.
- Saggi: Nella seconda parte del libro, Marcasciano presenta una serie di saggi che analizzano temi cruciali per la comunità transgender, concentrandosi su:
  - La storia delle identità transgender in Italia, tracciandone il percorso dal periodo postbellico fino ai tempi moderni.
  - La nascita e il ruolo fondamentale del MIT, fornendo un'analisi degli sforzi iniziali del movimento per i diritti delle persone transgender in Italia.
  - Gli ostacoli sistemici che affrontano le persone transgender, come l'insicurezza lavorativa, l'inadeguatezza dell'assistenza sanitaria e la discriminazione istituzionalizzata.
  - L'interazione tra le identità transgender e altre questioni sociali rilevanti, come il femminismo, il movimento per i diritti gay e la più ampia lotta LGBTQ+.

## Contesto storico e politico
Marcasciano analizza il percorso storico dell'attivismo transgender in Italia, dalle sfide affrontate nel periodo postbellico ai movimenti meglio organizzati della fine del XX secolo. Sottolinea che la fondazione del MIT nel 1979 ha segnato un momento cruciale nella lotta per i diritti delle persone transgender. Questa organizzazione è diventata una piattaforma essenziale per la difesa legale, l'assistenza e gli sforzi per promuovere politiche nazionali inclusive. Marcasciano esplora anche il contesto politico più ampio, discutendo di come le persone transgender si trovino spesso all'intersezione di varie forme di oppressione, legate a genere, sessualità, razza o classe sociale. Analizza inoltre come il movimento transgender abbia interagito con il femminismo, il movimento per i diritti gay e la più ampia causa LGBTQ+, mettendo in evidenza sia le alleanze che le tensioni che emergono in questi contesti.

### Rappresentazione delle persone transgender e questioni sociali
In Favolose Narranti, Marcasciano affronta in modo critico la rappresentazione delle persone transgender in vari ambiti, dai media alla sanità, dall'intrattenimento alla scienza. Sostiene che i media tradizionali spesso sensazionalizzano o rappresentano in modo errato le identità transgender, perpetuando stereotipi dannosi. Il libro richiede rappresentazioni più attente e sfumate delle vite transgender, che riconoscano la diversità e la complessità all'interno della comunità.
Inoltre, Marcasciano critica l'incapacità dei servizi sociali e della comunità medica di soddisfare le esigenze delle persone transgender. Richiede l'implementazione di politiche sanitarie più complete e di sistemi di supporto, soprattutto in relazione alla salute mentale e all'accesso a trattamenti di affermazione del genere, settori in cui le persone transgender incontrano spesso notevoli barriere.